# フェリシアン・フェルヴァーク
フェリシアン・フェルヴァーク（Félicien Vervaecke、1907年3月11日 - 1986年10月31日）は、ベルギー、ダディゼル出身の元自転車競技（ロードレース）選手。
ジュリアン・フェルヴァークは実兄。

## 来歴
1932年
- ツール・ド・コレーズ 優勝

1934年
- ジロ・デ・イタリア第8ステージで、ベルギー国籍選手として初めて同レースで区間優勝を果たした。
- ロンド・ファン・フラーンデレン 3位
- ツール・ド・フランス 総合4位

1935年
- パリ〜ニース 区間1勝(第5b)
- ツール・ド・フランス1935 山岳賞、総合3位

1936年
- パリ〜ニース 区間1勝(第1)
- ツール・ド・フランス 区間1勝(第19b)、総合3位

1937年
- ツール・ド・フランスでは不完走にもかかわらず山岳賞を獲得。区間1勝(第10)。なお、現在のツール・ド・フランスのルールでは、完走しなければ、山岳賞のみならず、ポイント賞の対象にもならない。

1938年
- ツール・ド・フランス 区間4勝(第4、8、10b、20b)、総合2位